# ويليام هارنيت
ويليام هارنيت (بالإنجليزية: William Harnett)‏ هو رسام أمريكي، ولد في 10 أغسطس 1848 في Clonakilty ‏ في جمهورية أيرلندا، وتوفي في 29 أكتوبر 1892 في نيويورك في الولايات المتحدة.

## وصلات خارجية
- ويليام هارنيت على موقع الموسوعة البريطانية (الإنجليزية)
- ويليام هارنيت على موقع ديسكوغز (الإنجليزية)